# (38727) 2000 QR131
2000 QR131 (asteroide 38727) é um asteroide da cintura principal. Possui uma excentricidade de 0.25581670 e uma inclinação de 5.54410º.
Este asteroide foi descoberto no dia 25 de agosto de 2000 por LINEAR em Socorro.